# Zanférébougou
Zanférébougou è un comune rurale del Mali facente parte del circondario di Sikasso, nella regione omonima.
Il comune è composto da 3 nuclei abitati:
- Mahadougou
- Nangolobougou
- Zanférébougou